# Víctor Sagi i Montplet
|  | «Víctor Sagi» redirigeix aquí. Vegeu-ne altres significats a «Víctor Sagi (desambiguació)». |

Víctor Sagi i Montplet   (Barcelona, 12 de febrer de 1946) és un navegant i antic pilot de motociclisme i automobilisme català. És fill del pilot d'automobilisme i publicista Víctor Sagi i Vallmitjana (1921-2014) -qui fundà i dirigí la coneguda agència publicitària Movierecord a Barcelona durant la dècada de 1950- i de Margarita Montplet, net del jugador del FC Barcelona Emili Sagi Liñán i besnet del baríton barceloní Emili Sagi i Barba. També és besnet de l'escriptor Juli Vallmitjana. Casat amb Laura Cendrós Jorba, filla de Joan Baptista Cendrós i Carbonell.
S'inicià en l'esquí alpí i fou campió d'Espanya d'eslàlom i de Catalunya d'eslàlom i de salts de trampolí (1962). Després, passà al motociclisme i fou president del Moto Club Barcelona a la dècada de 1970. Pel que fa a l'automobilisme, competí en la Fórmula 1430 i guanyà alguna cursa de la Copa TS (1974).
Simultàniament, començà a practicar la vela al Reial Club Marítim de Barcelona amb el iot Garuda I, i s'especialitzà en creuer. Seguí com a tripulant dels iots Bribón I i Bribón II. El 1977 disputà l'Admiral's Cup com a tripulant de l'Azahara, i posteriorment ho feu amb el iot Tornado. Fou el primer català que participà en la regata en solitari Ostar (1980), entre Plymouth i Newport (Rhode Island), que creua l'oceà Atlàntic. Participà diverses vegades en la Fastnet Race, en què aconseguí un segon lloc (1981). Fundà l'Associació de Navegants Solitaris el 1986 i la presidí de 1990 a 1994.